# Śwignajno
Śwignajno [pronunciación en polaco: /ɕfiɡˈnai̯nɔ/] (en alemán: Schwignainen) es un pueblo uen el distrito administrativo de Gmina Ruciane-Nida, dentro del condado de Pisz, voivodato de Varmia y Masuria, en el norte de Polonia. Se encuentra aproximadamente a 10 kilómetros al sur de Ruciane-Nida, a 21 kilómetros al oeste de Pisz y a 71 kilómetros al este de la capital regional Olsztyn.